# Нордерфрідріхског
Нордерфрідріхског (нім. Norderfriedrichskoog) — громада в Німеччині, розташована в землі Шлезвіг-Гольштейн. Входить до складу району Північна Фризія. Складова частина об'єднання громад Айдерштедт.
Площа — 5,31 км2. Населення становить 37 ос. (станом на 31 грудня 2020).